# Tarok Kolache
Tarok Kolache ist bzw. war ein Dorf im Arghandāb-Tal bei Kandahar (Afghanistan). Am 6. Oktober 2010 wurde es durch einen Angriff der US-Streitkräfte völlig zerstört.

## Kampfhandlungen
Anfang Oktober 2010 war das Dorf von Taliban-Kämpfern besetzt. Die Combined Joint Task Force 1-320th der US-Armee versuchte zweimal vergeblich, die Taliban im Bodenkampf aus dem Dorf zu vertreiben. Es gab Verluste auf beiden Seiten. Mehrere US-Soldaten verloren Gliedmaßen durch improvisierte Sprengfallen. Für einen dritten Angriff erschien dem Kommandeur Lieutenant Colonel David Flynn die Lage zu riskant und die Kampfmoral seiner bereits eine Woche zuvor in verlustreiche Kämpfe verwickelten Soldaten nicht mehr ausreichend. Er forderte daraufhin am 6. Oktober Unterstützung an. Mit insgesamt etwa 25 Tonnen Bomben und Boden-Boden-Raketen wurde das Dorf völlig zerstört. Angriffe dieser Art hatte es von US-Streitkräften zuletzt im Vietnamkrieg gegeben. Nach Angaben der US-Armee gab es keine zivilen Opfer. Die Dorfbewohner seien vorher von den Taliban vertrieben worden.

## Wiederaufbau
Die Vorbereitungen zum Wiederaufbau des Dorfes wurden noch im selben Monat eingeleitet. Eines der Hauptprobleme dabei ist, dass viele Afghanen keine Nachweise über ihren zerstörten Besitz vorlegen können und auch keine Steuern zahlten, von denen man auf diesen Besitz rückschließen könnte. Für die Kosten werden etwa 10.000 US-Dollar pro Person und 1 Million US-Dollar insgesamt veranschlagt.

## Reaktionen
Unter anderem berichtete das US-Magazin Wired über die Vorfälle und bezweifelte die Zuverlässigkeit der Angabe, es habe keine zivilen Opfer gegeben. Die Truppen hätten im Dorf nicht aufgeklärt und hätten demzufolge gar nicht wissen können, ob dort noch Zivilisten seien oder nicht.
Während seines Besuches im Dezember des Jahres lobte General David Petraeus Flynns Leistungen und erwog weitere ähnliche Einsätze in größerem Maßstab. Flynn vertrat die Ansicht, der Verlauf der Ereignisse hätte die Bevölkerung dazu gebracht, mehr mit den US-Truppen und der Regierung zu reden, da sie von ihnen Unterstützung bekämen, von den Taliban dagegen nicht („As of today, more of the local population talks to us and the government than talk to the Taliban, who provide no services to the people“). Der Sprecher  von General Petraeus rechtfertigte die Zerstörung und gab an, das Dorf sei mit Sprengfallen „gesättigt“ gewesen. Verwandten von eventuellen Opfern seien Entschädigungen angeboten worden. Nach seinem Wissen habe sich aber niemand gemeldet.
Im Januar 2011 war das Dorf Tarok Kolache Thema einer schriftlichen Anfrage von Christian Ströbele an die Bundesregierung. In der Antwort wurde die Auffassung der US-Streitkräfte im Wesentlichen geteilt.